# Amtsgericht Rastenburg
Das Amtsgericht Rastenburg war ein preußisches Amtsgericht mit Sitz in Rastenburg, Ostpreußen.

## Geschichte
Das königlich preußische Amtsgericht Rastenburg wurde mit Wirkung zum 1. Oktober 1879 als eines von 17 Amtsgerichten im Bezirk des Landgerichtes Bartenstein im Bezirk des Oberlandesgerichtes Königsberg gebildet. Der Sitz des Gerichtes war Rastenburg. Aufgehoben wurde die Gerichtsdeputation Rastenburg beim Kreisgericht Rössel. Sein Gerichtsbezirk umfasste den Kreis Rastenburg außer dem Teil, der dem Amtsgericht Barten zugeordnet war. Am Gericht bestanden 1888 drei Richterstellen. Das Amtsgericht war damit ein großes Amtsgericht im Landgerichtsbezirk.
Im Jahre 1945 wurden der Amtsgerichtsbezirk unter polnische Verwaltung gestellt und die deutschen Einwohner vertrieben. Damit endete auch die Geschichte des Amtsgerichtes Rastenburg. Unter polnischer Verwaltung entstand das Sąd Rejonowy w Kętrzynie (1950–1975: Sąd Powiatowy w Kętrzynie).